# Pakoštane

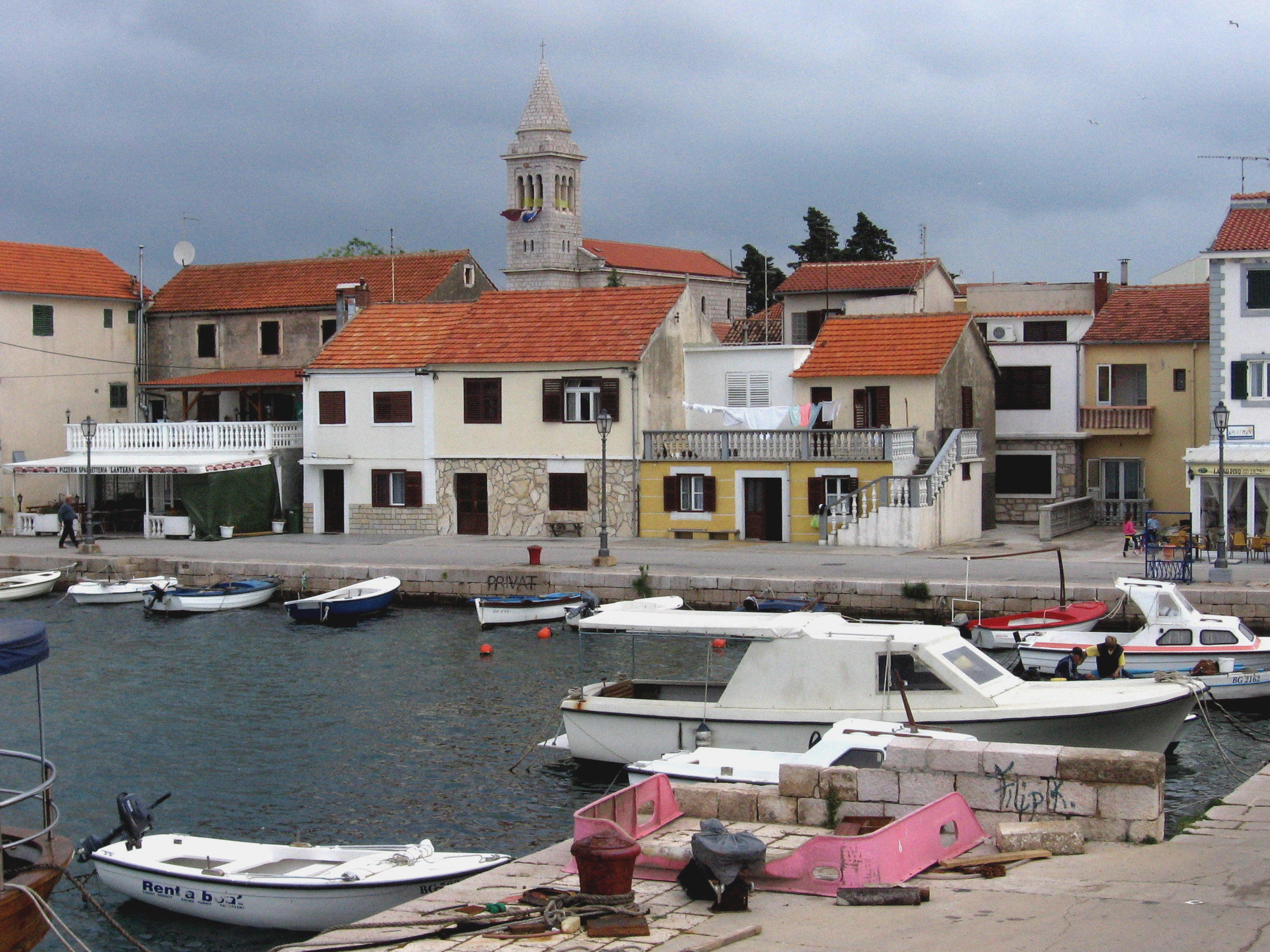
Pakoštane, am Hafen

Pakoštane (it. Pacostiane, Poschiane; deutsch Schantpag) ist ein Ort in Kroatien.

## Lage
Pakoštane liegt an der Adria in Dalmatien, 30 km südöstlich von Zadar in der Gespanschaft Zadar (Županija zadarska). Der Ort liegt zwischen dem Meer und dem See Vransko jezero.
Es gibt vier Nationalparks und zwei Naturparks in der Umgebung.

## Einwohnerzahl
Laut Volkszählung von 2011 hat die Gemeinde 4123 Einwohner.

## Geschichte

### Liburner, Römer
Schon 1898 vermutete Luka Jelić, dass der Ort die Funktion eines Hafens für die antike Stadt Asseria gehabt hätte. Doch erst 1965 veröffentlichte Mate Suić seine Grabungsergebnisse, die zeigten, dass sich Überreste von Bauwerken an der Fundstätte Janice östlich des Ortes nachweisen ließen. Weitere Fragmente, wie etwa von Amphoren, fanden sich unter Wasser. Nachdem der Archäologiestudent Marko Meštrov von reichen römischen Überresten berichtet hatte, begannen im Jahr 2004 archäologische Untersuchungen. Große Mengen an Abfällen von Schiffen, tierischen und pflanzlichen Überresten, bildeten eine 80 cm dicke Kulturschicht. Die Forschungen ergaben das Bild eines größeren liburnischen, also vorrömischen Hafens, geschützt hinter den Inseln Sv. Juština und Veli Školj gelegen. Dieser Hafen hatte nicht nur Kontakte nach Asseria, sondern auch bis nach Nedinum, Alveria und Blandona, das am nächsten an Pakoštane lag.
In römischer Zeit diente der Handelshafen weiterhin dem Transfer von Gütern ins Hinterland, aber er erhielt auch zunehmend die Aufgabe eines wichtigen Zwischenhalts im Handel innerhalb der Adria. Die Keramik belegt dabei vor allem von der 2. Hälfte des 1. bis zum frühen 3. Jahrhundert umfangreiche Kontakte nicht nur bis Süditalien und Nordafrika, sondern auch nach Griechenland und Kleinasien.

### Neuzeit
Im 15. Jahrhundert wurde das Dorf erstmals unter dem heutigen Namen erwähnt. Im 16. Jahrhundert dominierten die Karnarutić aus Zadar das Gebiet, das Dorf wurde 1597 befestigt, ähnlich wie zahlreiche andere Dörfer entlang der Küste. Damit versuchte man sich vor den Raubzügen der Piraten zu schützen, die in Diensten der Osmanen die Küste plünderten und zahlreiche Bewohner verschleppten. Doch rückte das Osmanenreich auch im Hinterland vor, und so griffen Türken 1538 das Dorf an. Immer wieder flohen die Bewohner auf die vorgelagerten Inseln. 1597 siedelten die Karnarutić zwölf Familien im befestigten Dorf an.

## Dörfer
Zu Gemeinde Pakoštane gehören auch die Dörfer Drage, Vrana und Vrgada, das auf einer kleinen Insel vor Pakoštane liegt.

## Bekannte Personen
- Ante Gotovina (* 1955), General, in Pakoštane aufgewachsen
- Francesco Laurana (1430–1502), Bildhauer, in Vrana geboren
- Luciano Laurana (1420–1479), Architekt, in Vrana geboren